# 长耳豚鼠属
长耳豚鼠属（学名：Dolichotis）是啮齿目豚鼠科的一属，是长耳豚鼠亚科（Dolichotinae）下的唯一一属，共有两种，分布于阿根廷和巴拉圭：
- 阿根廷长耳豚鼠（Dolichotis patagonum）
- 巴拉圭长耳豚鼠（Dolichotis salinicola）